# Simpang Dua (Kluet Tengah)
Simpang Dua is een bestuurslaag in het regentschap Aceh Selatan van de provincie Atjeh, Indonesië. Simpang Dua telt 618 inwoners (volkstelling 2010).